# Trådløst sensornetværk
Et trådløst sensornetværk (WSN forkortet fra wireless sensor network) består af distribuerede autonome sensorer, som i samarbejde overvåger en proces eller et miljø. Et trådløst sensornetværk er en relativ ny teknologi, som har et stort potentiale for måling af lyd, lys, vibration, tryk, bevægelse eller kemiske stoffer i luften.  Med sådanne systemer er det muligt at give et to- eller tredimensionelt situationsbillede baseret på flere samtidige sensormålinger i modsætning til traditionelle sensorer, som kun giver en punktmåling. Et sensornetværk kan bestå af - to til tre sensornoder - og op til flere tusind afhængig af anvendelse.

## Anvendelser
Udviklingen af trådløse sensornetværk var oprindeligt motiveret af militære formål såsom overvågning af fjendtlige aktiviteter og beskyttelse af egne styrker. I dag er teknologien i brug i mange industrielle og civile områder, blandt andet procesovervågning, miljøovervågning, intelligent styring af hus - og trafikkontrol. Andre brugsområder er overvågning af spredning af et olieudslip eller skovbrande.

## Teknologi
Trådløse sensornoder kan karakteriseres som små datamaskiner med meget lav processeringskapacitet, begrænset arbejdshukommelse, sensorelektronik, en enkel kommunikationsenhed (som regel en enkel radiokreds) og en strømkilde (sædvanligvis et batteri). Videre er det som regel ønskelig at hver enkelt node er så lille og billig som mulig. Hovedformålet med sensornetværket er at samle data fra alle sensornoderne i et fælles datasamlingspunkt. Dette gøres gerne ved at noderne videresendere (ruter) datatrafik på vegne af andre sensornoder.
De unikke karakteristikker som sensornetværk har, gør at elektronik, operativsystem og dataprotokoler må udvikles med speciel omtanke: Sensornoden må operere med begrænset batterikapacitet, den må kunne modstå hårde miljøpåvirkninger, netværket må tolerere at enkelte sensornoder fejler, enkelte noder kan være mobile, netværkstopologien kan være dynamisk, operationsmønsteret er autonomt, radiokapaciteten er begrænset - og antallet noder kan være meget højt.
De fleste sensornetværk til forskningsformål benytter ZigBee (baseret på IEEE 802.15.4) som kommunikationsprotokol. Traditionelt har sensornetværk været meget enkle og i stor grad har proprietære protokoller vært benyttet på netværkslaget. Hos IETF findes derimod arbejdsgrupper, som arbejder med en åben standard (6LoWPAN) sådan at IPv6 kan benyttes over IEEE 802.15.4. Denne standard gør det enkelt at koble trådløse sensornetværk med eksisterende IP-baserede datanet.
Sensornoderne benytter gerne en 8-bits laveffekts mikrocontroller med et egnet operativsystem. Af de mest populære anvendelige platforme i dag er mikrocontrolleren AVR og operativsystemet TinyOS. En række sensorer kan i dag konstrueres med MEMS-teknologi, noget som bidrager til en yderligere miniaturisering og omkostningssænkning af sensornoderne.

### IEEE 1451
Der eksisterer en smart transducer protokol: IEEE 1451. Den anbefales af NIST, IEEE og mange amerikanske federale agenturer.